# Tadeuš Volanjski
Tadeuš Volanjski (polj. Tadeusz Wolański; 17. oktobar 1785 — 16. februar 1865) je bio poljski arheolog, slovenofil i autor hipoteze o slovenskome postanku Etruščana. Tadeuš Volanjski je istraživao arheološke spomenike Evrope i Severne Afrike.
Njegova pretpostavka je da su u razdoblju od 7. do 4. veka p. n. e. postojali trgovački odnosi između Starog Egipta i slovenskih zemalja. Pomoću slovenskih jezika, on je dešifrirao većinu etruščanskih natpisa, uključujući spomenik kod Krecia.

## Biografija
Tadeuš Volanjski je rođen 1785. godine u gradu Šiuljaj (danas Litvanija), u porodici savetnika kralja Stanislava Avgusta. Kao oficir Napoleonove vojske, bio je nosilac ordena Legije časti.
Posle ženidbe preselio se u selo Ribitvi u Velikoj Poljskoj. Tokom tog vremena počinje da izučava slovenske i skandinavske rune, keltski novac, etrurske sarkofage i antičke spomenike u Severnoj Africi. Istraživanje runske pismenosti nastavio je ruski naučnik Valerij Čudinov.

## Spoljašnje veze
- Bibliografija Tadeuša Volanjskog
- Biografija Tadeuša Volanjskog